# Ведедыпхур
Ведедыпхур (устар. Ведедып-Хур) — река в России, протекает по Нефтеюганскому району Ханты-Мансийского АО. Устье реки находится в 7 км от устья Эне-Термотьеги по левому берегу. Длина реки составляет 14 км.

## Данные водного реестра
По данным государственного водного реестра России, относится к Верхнеобскому бассейновому округу, водохозяйственный участок реки — Обь от города Нефтеюганск до впадения реки Иртыш, речной подбассейн реки — Обь ниже Ваха до впадения Иртыша. Речной бассейн реки — Верхняя Обь до впадения Иртыша.
Код объекта в государственном водном реестре — 13011100212115200050130.